# Tausend und eine Nacht
Tausend und eine Nacht (Mille e una Notte) op. 346, è un valzer di Johann Strauss (figlio).
Prima del suo debutto ufficiale in data 10 febbraio 1871 al Theater an der Wien, l'operetta Indigo und die vierzig Räuber (Indigo e i Quaranta Ladroni) basata su Alì Babà e i quaranta ladroni (fiaba) da Le mille e una notte, durante la fase di preparazione, cambiò nome più volte, e si può immaginare la confusione nella mente dei viennesi nel leggere sui giornali i diversi titoli, prima Ali Baba, poi Fantaska e poi ancora Vierzig Rauber.
Il Morgen-Post (4-12-1870) trovò ridicola questa situazione, e commentò:
(Morgen-Post)
Trentacinque anni dopo, nel 1906, l'operetta di Strauss sarebbe stata rielaborata sotto un altro titolo ancora: Tausend und eine Nacht, dalla raccolta di fiabe orientali, Le Mille e una Notte.
Nel 1909 Le mille e una notte va in scena al Teatro Reinach di Parma.
Tausend und eine Nacht era anche il titolo del valzer che Johann arrangiò dalle melodie della sua prima operetta.
Il compositore aveva promesso di eseguire il valzer al ballo dei giornalisti dell'associazione Concordia che si sarebbe svolto nella Sofienbad-Saal il 7 febbraio 1871.
Quando la data prevista per l'anteprima di Indigo fu rinviata al 10 febbraio, tuttavia, Strauss si trovò nella situazione di aver promesso di eseguire il brano al circolo Concordia ancora prima del debutto della sua operetta, così da dover inevitabilmente svelare alcune fra le più belle melodie del lavoro.
Per evitare ciò, Strauss non presentò al ballo il valzer che aveva promesso, bensì una polka dal titolo Tausendundeine Nacht-Polka (basata su temi dell'operetta) che condusse personalmente durante il ballo, e che fu pubblicata in seguito con il titolo: Shawl Polka-française op. 343.
Il valzer fu invece diretto per la prima volta da Eduard Strauss durante uno dei suoi concerti al Musikverein di Vienna il 12 marzo 1871 (nel programma di quel concerto vennero incluse anche l'Overture dell'operetta e la Indigo-Quadrille op. 344).

Introduction.